# Hesperozygis
Hesperozygis — рід напівкущів чи кущів, що населяють південь Бразилії.

## Біоморфологічна характеристика
Листки з залозами, цілісні або іноді зубчасті. Суцвіття 1–3-квіткових щитків. Чашечка слабо 2-губа, 5-лопатева (3/2), передня губа довша, ніж задня. Віночок синювато-пурпурного, бузкового, рожевого або рідко білого забарвлення, 2-губий, 5-лопатевий (2/3), задня губа слабко-двогуба, від коротшої до трохи довшої, ніж передня губа, трубка зазвичай вигнута і широко розширюється зверху. Тичинок 2. Горішки зворотно-яйцювато-довгасті, темно-коричневі, злегка клейкі. 2n = 44.

## Види
Рід містить 7 видів: 
1. Hesperozygis dimidiata Epling & Mathias
2. Hesperozygis kleinii Epling & Játiva
3. Hesperozygis myrtoides (A.St.-Hil. ex Benth.) Epling
4. Hesperozygis nitida (Benth.) Epling
5. Hesperozygis rhododon Epling
6. Hesperozygis ringens (Benth.) Epling
7. Hesperozygis spathulata Epling